# Belichtung (Druck)
 Als Belichtung bezeichnet man einen Prozess in der Druckvorstufe, um aus den Steuerdaten nach der Rasterung eine materielle Bildstruktur zu erzeugen.

## Belichter
Es gibt verschiedene Belichter:
1. Filmbelichter (Computer to Film)
  1. Innentrommelbelichter
  2. Außentrommelbelichter
  3. Diabelichter
  4. Capstan
2. Digitale Plattenbelichter (Computer to Plate)
  1. Innentrommelbelichter
  2. Außentrommelbelichter
  3. Flachbettbelichter (anstelle von Capstan)

## Funktionsprinzip
Die Rasterdaten (Pixelmatrix) vom Raster Image Prozess (RIP) werden zeilenweise und Punkt für Punkt mit einem Laserstrahl auf den Film/die Platte gebracht. Die einzelnen Rasterpunkte werden dabei aus mehreren Laserspots zusammengesetzt.
Dafür ist eine sehr genaue Positionierung der Laserpulse erforderlich.
Eine Alternative zur Laserbelichtung ist die Belichtung von UV-Licht-empfindlichen Platten mit UV-Licht. Wichtiger Bestandteil ist dabei die Lichtmatrix. Sie besteht aus LCD-Elementen, die einzeln auf Lichtdurchlass oder Lichtsperrung geschaltet werden können.
Dieselbe Technologie wird auch in TFT-Displays eingesetzt.
Lichttechnisch ist die Belichtung HV (Einheit: Luxsekunde beziehungsweise Wattsekunden pro Quadratmeter) die Beleuchtungsstärke EV, die über einen Zeitraum t auf einen Empfänger einwirkt:
{\displaystyle H_{V}=E_{V}\cdot t\quad [lxs]{\mbox{ bzw. }}\left[{Ws \over {m^{2}}}\right]}